# Danh sách video được xem nhiều nhất trong 24 giờ đầu tiên
Danh sách những video được xem nhiều nhất trong 24 giờ đầu tiên là bảng tập hợp những video trực tuyến, video âm nhạc, trailer phim được xem nhiều nhất trong 24 giờ đầu sau khi phát hành trên toàn thế giới. Số liệu đưa ra dựa trên thống kê lượt xem của các nền tảng khác nhau, ví dụ như Facebook, Twitter, YouTube hay iQIYI.

## Danh sách video hàng đầu
Trailer phim và video âm nhạc không được liệt kê ở đây. Công ty sản xuất và dịch vụ nền tảng video của Trung Quốc iQIYI đã phát hành 4 trong số 10 video được xem nhiều nhất.
| Số thứ tự                         | Tiêu đề                                 | Người đăng / nghệ sĩ  | Nền tảng  | Lượt xem (triệu) | Ngày đăng tải        | Ng.         |
| --------------------------------- | --------------------------------------- | --------------------- | --------- | ---------------- | -------------------- | ----------- |
|                                   | Đêm hội mùa Xuân CCTV 2023              | CCTV                  | CCTV      | 655              | 21 tháng 1 năm 2023  |             |
| 1.                                | Double World                            | iQIYI                 | iQIYI     | 400.0            | 24 tháng 7 năm 2020  | [ 1 ]       |
| 2.                                | Rings prank                             | Paramount Pictures    | Facebook  | 200.0            | 23 tháng 1 năm 2017  | [ 2 ]       |
| 3.                                | Fashion show in Shanghai                | Louis Vuitton         | Multiple  | 158.0+           | 17 tháng 11 năm 2021 | [ 3 ] [ 4 ] |
| 4.                                | Eva.Stories                             | Mati and Maya Kochavi | Instagram | 120.0            | 1 tháng 5 năm 2019   | [ 5 ]       |
| 5.                                | Idol Producer Episode 1                 | iQIYI                 | iQIYI     | 100+             | 19 tháng 1 năm 2018  | [ 6 ] [ 7 ] |
| 6.                                | The Rap of China Episode 1              | iQIYI                 | iQIYI     | 100+             | 24 tháng 6 năm 2017  | [ 8 ]       |
| 7.                                | The Lost Tomb                           | iQIYI                 | iQIYI     | 100.0            | 12 tháng 6 năm 2015  | [ 9 ]       |
| 7.                                | Under the Dome                          | Chai Jing             | Multiple  | 100.0            | 28 tháng 2 năm 2015  | [ 10 ]      |
| 9.                                | Sự cố Will Smith tát vào mặt Chris Rock | The Guardian          | YouTube   | 59+              | 28 tháng 3 năm 2022  | [ 11 ]      |
| 10.                               | Chewbacca Mask Lady                     | Candace Payne         | Facebook  | 50.0             | 19 tháng 5 năm 2016  | [ 12 ]      |
| Tính đến ngày 29 tháng 3 năm 2022 |                                         |                       |           |                  |                      |             |

1. ↑  Biểu tượng (†) đại diện cho những video không phải là video âm nhạc
2. ↑  Cho video âm nhạc
3. ↑  Số lượt xem trên toàn thế giới được tính trong 24 giờ đầu tiên từ khi video được ra mắt
4. ↑  Các nền tảng chính là Weibo, WeChat Video Chanel, Tencent Video, Douyin, Kuaishou, và OTT
5. ↑  Đạt 158 triệu lượt xem trong 3 giờ
6. ↑  Đạt 100 triệu lượt xem trong giờ đầu tiên
7. ↑  Đạt 100 triệu lượt xem trong vòng 4 giờ đầu tiên
8. ↑  Các nền tảng chính bao gồm Tencent, Youku, và People's Daily Online.

## Danh sách video âm nhạc hàng đầu
Trong tổng số 10 video được xem nhiều nhất, chỉ có 2 nghệ sĩ có nhiều hơn một video được liệt kê: BTS có 5 video và Blackpink có 3 video (không bao gồm video của thành viên Lisa của Blackpink).
Vào tháng 9 năm 2019, YouTube thay đổi chính sách của họ về số lượt xem video và loại trừ lượt xem quảng cáo có trả phí khỏi tổng lượt xem trong 24 giờ đầu tiên.
| Số thứ tự                         | Tiêu đề               | Người đăng / nghệ sĩ            | Nền tảng | Lượt xem (triệu) | Ngày đăng tải        | Ng.    |
| --------------------------------- | --------------------- | ------------------------------- | -------- | ---------------- | -------------------- | ------ |
| 1                                 | "Butter"              | BTS                             | YouTube  | 108.2            | 21 tháng 5 năm 2021  | [ 13 ] |
| 2                                 | "Dynamite"            | BTS                             | YouTube  | 101.1            | 21 tháng 8 năm 2020  | [ 14 ] |
| 3                                 | "Pink Venom"          | Blackpink                       | YouTube  | 90.4             | 19 tháng 8 năm 2022  | [ 15 ] |
| 4                                 | "How You Like That"   | Blackpink                       | YouTube  | 86.3             | 26 tháng 6 năm 2020  | [ 16 ] |
| 5                                 | "Ice Cream"           | Blackpink (ft. Selena Gomez)    | YouTube  | 79.9             | 28 tháng 8 năm 2020  | [ 17 ] |
| 6                                 | "Boy with Luv"        | BTS (ft. Halsey)                | YouTube  | 74.6             | 12 tháng 4 năm 2019  | [ 18 ] |
| 7                                 | "Lalisa"              | Lisa (BlackPink)                | YouTube  | 73.6             | 10 tháng 9 năm 2021  | [ 19 ] |
| 8                                 | "Permission to Dance" | BTS                             | YouTube  | 72.3             | 9 tháng 7 năm 2021   | [ 20 ] |
| 9                                 | "Life Goes On"        | BTS                             | YouTube  | 71.6             | 20 tháng 11 năm 2020 | [ 21 ] |
| 10                                | "Me!"                 | Taylor Swift (ft. Brendon Urie) | YouTube  | 65               | 26 tháng 4 năm 2019  | [ 22 ] |
| Tính đến ngày 22 tháng 8 năm 2022 |                       |                                 |          |                  |                      |        |

### Kỉ lục lịch sử
Bảng dưới đây liệt kê các video giữ kỉ lục video âm nhạc được xem nhiều nhất trên Youtube trong 24 giờ đầu tiên, tính từ tháng 1 năm 2012 đến nay.
| "Stupid Hoe"                      | Nicki Minaj      | 4.8   | 20 tháng 1 năm 2012  | [ 23 ] |
| "Where Have You Been"             | Rihanna          | 4.9   | 30 tháng 4 năm 2012  | [ 23 ] |
| "Boyfriend"                       | Justin Bieber    | 8.0   | 3 tháng 5 năm 2012   | [ 24 ] |
| "Beauty and a Beat"               | Justin Bieber    | 10.6  | 12 tháng 10 năm 2012 | [ 25 ] |
| "Gentleman"                       | Psy              | 36.0  | 13 tháng 4 năm 2013  | [ 26 ] |
| "Look What You Made Me Do"        | Taylor Swift     | 43.2  | 27 tháng 8 năm 2017  | [ 27 ] |
| "Idol"                            | BTS              | 45.9  | 24 tháng 8 năm 2018  | [ 28 ] |
| "Thank U, Next"                   | Ariana Grande    | 55.4  | 30 tháng 11 năm 2018 | [ 29 ] |
| "Kill This Love"                  | Blackpink        | 56.7  | 4 tháng 4 năm 2019   | [ 30 ] |
| "Boy with Luv"                    | BTS (ft. Halsey) | 74.6  | 12 tháng 4 năm 2019  | [ 18 ] |
| "How You Like That"               | Blackpink        | 86.3  | 26 tháng 6 năm 2020  | [ 16 ] |
| "Dynamite"                        | BTS              | 101.1 | 21 tháng 8 năm 2020  | [ 14 ] |
| "Butter"                          | BTS              | 108.2 | 21 tháng 5 năm 2021  | [ 13 ] |
| Tính đến ngày 11 tháng 7 năm 2021 |                  |       |                      |        |

1. ↑  Biểu tượng (†) đại diện cho những video không phải là video âm nhạc
2. ↑  Cho video âm nhạc
3. ↑  Số lượt xem trên toàn thế giới được tính trong 24 giờ đầu tiên từ khi video được ra mắt
4. ↑  Số lượt xem video tích lũy trong 24 giờ đầu tiên trên toàn thế giới.

### Tranh cãi
Vào tháng 7 năm 2019, đã có một số tranh cãi liên quan đến tính hợp pháp của bộ đếm lượt xem 24 giờ đầu của YouTube, sau khi bài hát "Paagal" của rapper người Ấn Độ Badshah nhận được 75 triệu lượt xem trong 24 giờ và vượt qua kỷ lục người xem "Boy with Luv" của nhóm nhạc Hàn Quốc BTS và ca sĩ người Mỹ Halsey. YouTube đã không chúc mừng Badshah như đã làm cho những người giữ kỷ lục trước đó. Sau đó, họ đã đưa ra một tuyên bố rằng hãng thu âm của Badshah, Sony Music India, đã mua quảng cáo từ Google và YouTube để hướng người dùng xem video âm nhạc này. Nó cũng nổi lên rằng đây là một thông lệ phổ biến trong ngành công nghiệp âm nhạc toàn cầu, và các phương pháp tương tự cũng đã được sử dụng bởi các hãng thu âm của những người giữ kỷ lục trước đó như Ariana Grande, Blackpink và Taylor Swift. Vào tháng 9 năm 2019, YouTube đã thông báo rằng bộ đếm của họ sẽ không còn đếm số lượt xem từ các quảng cáo phải trả tiền.

## Danh sách trailer hàng đầu
| Hạng                              | Tên                     | Loại                | Nhà phân phối         | Lượt xem (triệu) | Phát hành            | Ng.    |
| --------------------------------- | ----------------------- | ------------------- | --------------------- | ---------------- | -------------------- | ------ |
| 1                                 | Spider-Man: No Way Home | Teaser Trailer      | Walt Disney Studios   | 355.5            | 24 tháng 8 năm 2021  |        |
| 2                                 | Avengers: Endgame       | Official Trailer #1 | Walt Disney Studios   | 289.0            | 7 tháng 12 năm 2018  | [ 34 ] |
| 3                                 | Avengers: Endgame       | Official Trailer #2 | Walt Disney Studios   | 268.0            | 14 tháng 3 năm 2019  | [ 35 ] |
| 4                                 | Avengers: Infinity War  | Official Trailer #1 | Walt Disney Studios   | 230.0            | 29 tháng 11 năm 2017 | [ 36 ] |
| 5                                 | The Lion King           | Teaser Trailer      | Walt Disney Studios   | 224.6            | 22 tháng 11 năm 2018 | [ 37 ] |
| 6                                 | It                      | Teaser Trailer      | Warner Bros. Pictures | 197.0            | 29 tháng 3 năm 2017  | [ 38 ] |
| 7                                 | Avengers: Infinity War  | Official Trailer #2 | Walt Disney Studios   | 179.0            | 16 tháng 3 năm 2018  | [ 39 ] |
| 8                                 | Mulan                   | Official Teaser     | Walt Disney Studios   | 175.1            | 7 tháng 7 năm 2019   | [ 40 ] |
| 9                                 | The Lion King           | Official Trailer    | Walt Disney Studios   | 174.0            | 10 tháng 4 năm 2019  | [ 41 ] |
| 10                                | F9                      | Official Trailer    | Universal Pictures    | 151.0            | 31 tháng 1 năm 2020  | [ 42 ] |
| Tính đến ngày 6 tháng 10 năm 2021 |                         |                     |                       |                  |                      |        |

1. ↑  Số lượt xem trên toàn thế giới được tính trong 24 giờ đầu tiên từ khi video được ra mắt.